# 전유경 (축구 선수)
전유경(2004년 1월 20일 ~ )은 대한민국의 여자 축구 선수로 포지션은 공격수이다.

## 국가대표팀 경력
꾸준히 연령별 대표팀에 주장직을 역임하였고 2022년, 배예빈과 함께 성인 대표팀 명단에 포함됐다.
2023년 3월, 제1회 여자 덴소컵에 출전하게 되었다.